# Maddalena Montalban
Maddalena Montalban (* 16. September 1820 in Conegliano; † 31. Mai 1869 in Venedig), ab 1842 Maddalena Montalban Comello, gilt als bedeutendste Republikanerin und Streiterin für Venedigs Unabhängigkeit.

## Leben
Maddalena Montalban wurde 1820 als Tochter des Conte Girolamo Montalban und seiner Frau Lucrezia Guizzetti geboren. Möglicherweise in Venedig besuchte sie ein Collegio und heiratete 1842 den vermögenden Händler Angelo Comello.
Von ihrem Lebenslauf sind ansonsten nur zwei Ereignisse überliefert, die im Zusammenhang mit dem Risorgimento  („Wiedererstehung“) stehen, einer heterogenen politischen Bewegung, deren verbindendes Ziel die Vereinigung der Staaten auf der Apenninenhalbinsel zu einem italienischen Nationalstaat war. Dabei stand zunächst der Aufstand Venedigs in den Jahren 1848 und 1849 im Mittelpunkt sowie die Prozesse in den 1860er Jahren wegen ihrer anti-österreichischen Tätigkeiten.
In beiden Fällen hatte ihr familiärer Hintergrund eine erhebliche Bedeutung. Die adlige Familie Montalban war Großgrundbesitzerin und sie war im Laufe des 18. Jahrhunderts an den Titel eines Comes, eines Grafen gelangt. So gehörte sie zum Adel der Terraferma. Zumindest Maddalenas Cousin Oscalco, der bei der Verteidigung Venedigs gegen die Österreicher an den Zattere so schwer verletzt worden war, dass er an seinen Wunden starb, aber auch ihr Vater, der im März 1848 Mitglied der provisorischen Regierung von Conegliano wurde, waren Gegner Österreichs. Die politischen Einstellungen der übrigen Familie sind unbekannt.
Die Comello stammten aus dem Friaul und sie waren seit Generationen aufs engste mit der Republik Venedig verbunden. Ihnen war es in der napoleonischen Ära gelungen, aus dem massenhaften Verkauf von Kulturgütern, die im Zuge der Auflösung der venezianischen Institutionen und der Verarmung der vermögenden Familien anfielen, enorme Gewinne zu schlagen. Unter den Österreichern lebte sie vor allem vom Getreidehandel, aber auch von ausgedehnten Landgütern in Venetien. Zu letzteren gehörte auch das Gut von Mottinello im Padovano, das eine der Residenzen des Ehepaars darstellte.
Valentino Comello, ein Bruder Angelos und damit Maddalenas Schwager, heiratete Anna Papadopoli, Schwester des reichen Händlers und Bankiers Spiridione, Honorarkonsul Belgiens und Direktor der Compagnia dei Veneti Assicuratori sowie Eigentümer einer Minengesellschaft. Beide Familien hatten wiederum enge politische Beziehungen zu Daniele Manin. Sie zählten zu den wichtigsten Finanziers seines Unabhängigkeitskampfes gegen Österreich. Dabei teilte Maddalena Montalban Comello in ausgesprochen autonomer Weise die Ideale ihres Mannes und ihrer beider Familien. So stand sie, neben Anna Papadopoli und der Ehefrau Spiridiones, Teresa Mosconi, in Kontakt mit dem Mailänder Kreis um Clara Maffei, was sich während des 18-monatigen Kampfes um Venedig erwies.
Maddalena Montalban partizipierte an wesentlichen Aktivitäten der Propaganda, sie stellte Verbindungen im ganzen Norden der Halbinsel her, sammelte Geldmittel. Im April 1848 wurde sie Teil eines Frauenkomitees, der Pia associazione pel soccorso ai militari, deren Ziel es war, die Verwundeten zu versorgen – der Palast der Comello wurde zu einem Lazarett umfunktioniert –, aber auch Kleider und Waffen für die Freiwilligen zu beschaffen. In einem offenen Brief der Frauen vom 12. April, den auch ihre Schwägerin Teresa unterzeichnet hatte, forderten sie die Aufstellung eines Frauenbataillons, doch wurde dies abgelehnt. Zudem forderte man sie auf, den Skandal eines Auftritts in der Öffentlichkeit zu vermeiden, den selbst die Revolutionsführer Niccolò Tommaseo und Daniele Manin fürchteten.
Die Frage der Gleichstellung der Frauen tauchte dennoch immer wieder in der Presse, aber auch in der Korrespondenz auf, doch die politische Klasse kritisierte diese Vorstellung, machte sie lächerlich, oder sie hielt die Forderung für verfrüht. In einem Brief an Garibaldi schrieb Montalban Comello: „Die Natur hat mir das Unrecht angetan aus mir eine Frau zu machen, denn unser Geschlecht ist voll der Sklaverei“.
Wahrscheinlich hatte Montalban Anteil an der ersten politischen Frauenzeitung Venedigs, dem Circolo delle donne italiane, einem patriotischen Abendblatt (September bis Oktober 1848). Daneben bestanden zu dieser Zeit in Italien nur noch die beiden Palermitaner Blätter Tribuna delle Donne und Legione delle Pie sorelle sowie das römische La Donna italiana.
Neben zahlreichen anderen Verletzten wurde im Comello-Palast in der Gemeinde San Cassan auch der General Giacomo Antonini versorgt, der seinen amputierten und einbalsamierten Arm der Hausherrin in Dankbarkeit für ihre Pflege überließ. Die Österreicher konfiszierten den Arm später, der sich heute in der Pinacoteca civica von Varallo befindet, in den 1860er Jahren.

Italien 1843

Schon im Sommer 1848 sah sich die Regierung Venedigs gezwungen, die Österreicher bei der Eroberung des Königreichs Piemont zu unterstützen. Nach Francesco Dell’Ongaro verließ Montalban unter Tränen den Saal, weil dieser Beschluss ihrer republikanischen Gesinnung zuwiderlief. Gleichzeitig verausgabte sich die Familie finanziell durch ihre Unterstützung der Republik.
Mit der Niederlage Venedigs im Jahr 1849, und damit dem Ende des Munizipalismus, wurde Montalban zur Contessa mazziniana, denn sie stellte sich auf die Seite Giuseppe Mazzinis, der am 9. Februar 1849 die Republik im Kirchenstaat ausrief, deren Existenz französisches Militär jedoch am 3. Juli 1849 ein Ende setzte. Mazzini unterstützte Garibaldis Versuch, durch eine Volkserhebung die Einheit Italiens zu erzwingen, die jedoch durch das Königshaus in Piemont-Sardinien „von oben“ durchgesetzt wurde.
Am 13. August 1851 verlor Maddalena Montalban Comello ihren Ehemann, den die Niederlage der venezianischen Republik ins Exil gezwungen hatte. Sie blieb mit ihrem kleinen Sohn Giovanni allein im Familienpalast zurück. Die österreichische Regierung unterwarf sie einer strengen Polizeiüberwachung, die nach der Befreiung der Lombardei noch verschärft wurde. Dies konnte ihren Einsatz für die Befreiung Venedigs jedoch nicht unterbinden.
Während die Familie die Villa Galliera Veneta verkaufte, um Geldmittel zur Finanzierung der neugegründeten Società Nazionale zu beschaffen, korrespondierte Montalban mit Garibaldi und anderen Aufständischen, verteilte Propagandaschriften und versuchte Druck auf das savoyische Königshaus auszuüben, die venezianische Frage zu lösen. Die österreichische Polizei konnte ihr zunächst nichts nachweisen, doch 1861 wurde sie verhaftet und angeklagt, mit Teresa Danielato, Laura Sardi und Marianna Goretti eine Messe für den am 6. Juni 1861 verstorbenen Camillo Cavour abgehalten zu haben. Die Polizei hatte die Portale der Markusbasilika während der Messe verriegeln lassen. Neben Montalban wurden Antonietta Cornaggia Medici Bon, Teresa Danielato Labia, Laura Sardi Secondi und Marianna Goretti Gargnani inhaftiert. Sie wurden zu 40 Florin bzw. 8 Tagen Haft verurteilt. Montalban zahlte 40 Florin, die anderen Frauen gingen in das Gefängnis S. Severo. Emmanuele Antonio Cicogna hielt das Urteil für einen Fehler, wie er seinem Tagebuch unter dem 20. September 1861 anvertraute.
1863 wurde Montalban erneut verhaftet, zusammen mit Leonilde Lonigo Calvi aus Padua. Ihnen wurde vorgeworfen, einen symbolischen Dolch für Garibaldi in Auftrag gegeben zu haben, um den Revolutionär zur Befreiung Venedigs aufzufordern. In einem Schreiben, verfasst von Leonilde Lonigo Calvi und unterzeichnet von Maddalena Montalban, forderten die Frauen Garibaldi in der Tat zur Befreiung Venetiens auf; der entsprechende Begleitbrief ist erhalten.
Außerdem wurde ihnen vorgeworfen, der Prinzessin Maria Pia von Savoyen, 1862 in Portugal verheiratet, ein Album mit allzu offenkundig symbolischem Inhalt zukommen lassen zu haben. Darin fanden sich die Tre Venezie, die der Prinzessin von Frauen aus dem Veneto, aus Triest/Südtirol und von Istrien übergeben worden waren, aus den Gebieten also, deren Befreiung damit symbolisch verlangt wurde. Im Laufe des Prozesses kam die Verstrickung Montalbans mit den demokratischen Kreisen an den Tag, und sie wurde in das Gefängnis Ponte della Paglia gesteckt. Nach der Aufdeckung ihrer Korrespondenztätigkeit wurde sie im berüchtigten Gefängnis auf der Giudecca untergebracht. 1864 wurde sie in einem weiteren Prozess in gleicher Sache angeklagt, doch von Kaiser Franz-Joseph begnadigt und nach 28 Monaten Haft aus dem Gefängnis entlassen, um schließlich am 2. August 1864 von allen Anschuldigungen freigesprochen zu werden. Im Gefängnis saß sie insgesamt vom 4. Januar 1863 bis zum 15. April 1865.
Ein Bericht der österreichischen Polizei von 1865 belegt eine Reise nach Florenz, der neuen Hauptstadt des Königreichs Italien, zusammen mit Anna Papadopoli, anlässlich der Dante-Feierlichkeiten. Dante galt spätestens seit dem frühen Risorgimento als Verfechter der italienischen Einheit.

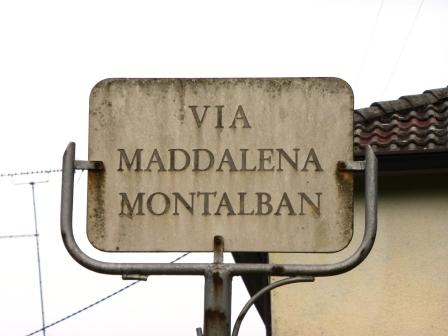
Ein Straßenschild in Conegliano erinnert an Maddalena Montalban.

1867 erhielt Montalban Besuch von Garibaldi, mit dem sie seit 1848 korrespondierte. Sie sagte ihm einen Beitrag zum Unternehmen von Mentana zu, mit dem Garbialdis Freiwilligenheer den Kirchenstaat erobern wollte, ein Vorhaben, das allerdings Anfang November 1867 scheiterte. Dennoch erwies sich darin die ungebrochene Haltung Maddalena Montalbans.
Trotz eines Aufenthaltes im Süden Italiens gelang es der 1868 erkrankten Montalban nicht mehr, ihre Gesundheit wiederherzustellen. Sie starb am 31. Mai 1869 in Venedig.